# Gwenview
Gwenview é um visualizador de imagens para o ambiente gráfico KDE. Permite navegar através de diretórios que contenham imagens, permitindo que o usuário visualize pequenas amostras das fotos da pasta que selecionada. Permite também a inclusão de comentários sobre cada uma das fotos. Seu sistema de comentários de fotos não é compatível com o do digiKam.